# کاکایی (پرنده)

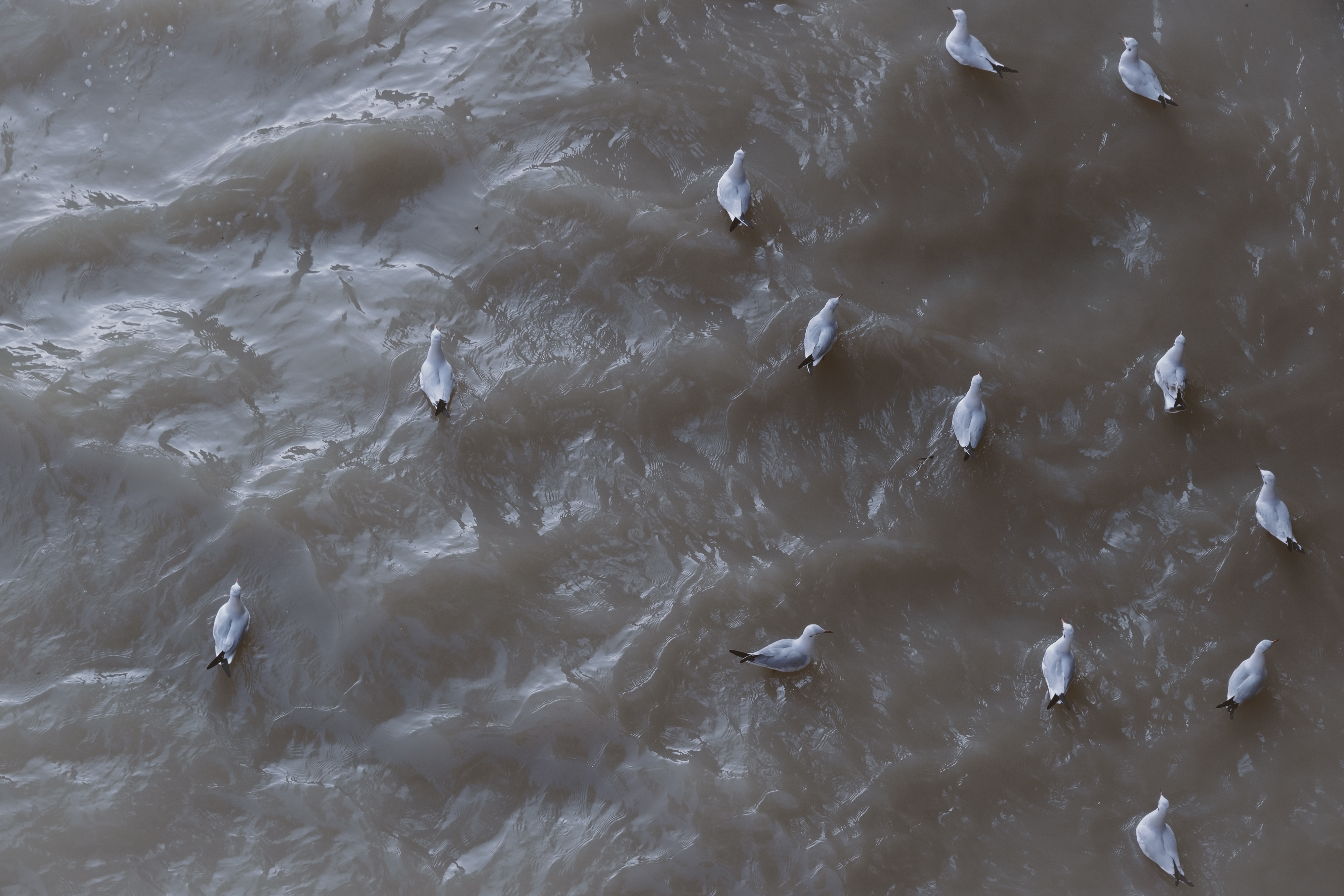
کاکایی‌ها در بستر رودخانه کور در شهر تفلیس پایتخت گرجستان

کاکایی (به انگلیسی: Gull) گروه بزرگی از تیرهٔ کاکاییان است که در سراسر جهان پراکنده هستند و تنوع گونه‌های آن‌ها در نیمکرهٔ شمالی از دیگر نقاط جهان بیشتر است. کاکایی‌ها به‌طور کلی پرندگانی با جثه‌ای متوسط تا بزرگ هستند و رنگشان معمولاً سفید یا خاکستری است. این پرندگان اغلب نشانه‌های سیاه‌رنگی بر روی بال یا سرشان دارند. پاهایشان پره‌دار و نوکشان کلفت و دراز است. هر دو پرندهٔ نر و ماده به یکدیگر شبیه هستند و بر روی زمین یا درون آبگیرها آشیان می‌کنند. کاکایی از ماهیان، سخت‌پوستان، نرم‌تنان، حشرات، لاشهٔ جانوران و نیز میوه‌ها و مواد گیاهی تغذیه می‌کند. این پرنده در بندرانزلی بسیار یافت می‌شود و منظره زیبایی را به دریا می‌بخشد.
مرغ نوروزی مرغ دریایی، مرغ ماهی‌خوار یا یاعو (نام علمی: Laridae) از تیرهٔ کاکاییان در راسته سلیم‌سانان شامل ۱۰۰ گونه در ۲۲ سرده است که گونه‌های مختلفی از جمله پرستودریایی و آب‌شکاف دارد.

## گونه‌ها

### کاکایی کوچک
«کاکایی کوچک» که نام علمی‌اش Larus minutus است، در اروپای شمالی و آسیا زندگی می‌کند. دسته‌های کوچکی از این پرنده نیز در بخش‌هایی از شمال کانادا وجود دارند. این پرنده مهاجر است، در زمستان به سواحل اروپای غربی، مدیترانه و -تعداد کمی- به شمال شرقی آمریکا کوچ می‌کنند.
کاکایی کوچک، کوچک‌ترین گونه خانواده خود است. طول این پرنده بین ۲۵ تا۲۷ سانتی‌متر و طول بال‌های آن ۷۵ تا ۸۰ سانتی‌متر و وزنش حدود ۶۸ تا ۱۳۳ گرم است. رنگ پرهای این پرنده خاکستری کم رنگ است. نوک آن باریک و سیاه و پاهایش قرمز تیره است. کاکایی کوچک پس از سه سال بالغ می‌شود.
این پرندگان غذای خود را از سطح آب – معمولاً با شیرجه زدن – پیدا می‌کنند و می‌خورند، حشرات کوچک را نیز در هوا شکار می‌کنند.

### فهرست گونه‌ها
سرده کاکایی‌های راستین
- کاکایی اقیانوس آرام، Larus pacificus
- کاکایی بلچر، Larus belcheri
- کاکایی اطلسی، Larus atlanticus
- کاکایی دم‌سیاه، Larus crassirostris
- کاکایی هرمن، Larus heermanni
- کاکایی نوک‌سبز or mew gull, Larus canus
- کاکایی نوک‌حلقه‌ای، Larus delawarensis
- کاکایی کالیفرنیایی، Larus californicus
- کاکایی پشت‌سیاه بزرگ، Larus marinus
- کاکایی دومینیکن، Larus dominicanus (called "southern black-backed gull" or "karoro" in New Zealand)
  - Cape gull, Larus dominicanus vetula
- کاکایی بال‌تیره، Larus glaucescens
- کاکایی غربی، Larus occidentalis
- کاکایی پازرد، Larus livens
- کاکایی کبود، Larus hyperboreus
- کاکایی ایسلندی، Larus glaucoides
  - کاکایی کاملین، Larus glaucoides kumlieni
- کاکایی تایر، Larus thayeri
- مرغ نوروزی اروپایی، Larus argentatus
- کاکایی سیبری، Larus heuglini
- کاکایی شاه‌ماهی‌خوار آمریکایی، Larus smithsonianus
- کاکایی پازرد، Larus michahellis
- کاکایی خزری، Larus cachinnans
- کاکایی شرق سیبری، Larus vegae
- کاکایی ارمنی، Larus armenicus
- کاکایی پشت‌توسی، Larus schistisagus
- کاکایی پشت‌سیاه کوچک، Larus fuscus
- کاکایی دودی (Larus hemprichii)
- کاکایی نقره‌ای (Larus argentatus)
- کاکایی ارمنی (Larus armenicus)
- کاکایی پازرد (Larus cachinnans)

سرده ماهی‌آله
- کاکایی چشم‌سفید، Ichthyaetus leucophthalmus
- کاکایی دودی، Ichthyaetus hemprichii
- کاکایی سربزرگ، Ichthyaetus ichthyaetus
- کاکایی اودوین، Ichthyaetus audouinii
- کاکایی مدیترانه‌ای، Ichthyaetus melanocephalus
- کاکایی بازمانده، Ichthyaetus relictus

سرده کاکایی‌های سفیدوخاکستری
- کاکایی دلفین، Leucophaeus scoresbii
- کاکایی خندان، Leucophaeus atricilla
- کاکایی فرانکلین، Leucophaeus pipixcan
- کاکایی گدازه، Leucophaeus fuliginosus
- کاکایی خاکستری، Leucophaeus modestus

سرده کاکایی‌های رنگین‌سر Chroicocephalus
- کاکایی نقره‌ای، Chroicocephalus novaehollandiae
- کاکایی نوک‌سرخ، Chroicocephalus scopulinus
- کاکایی هارتلاب، Chroicocephalus hartlaubii
- کاکایی قهوه‌ای‌وشم، Chroicocephalus maculipennis
- کاکایی سرخاکستری، Chroicocephalus cirrocephalus
- کاکایی آند، Chroicocephalus serranus
- کاکایی نوک‌سیاه، Chroicocephalus bulleri
- کاکایی سرقهوه‌ای، Chroicocephalus brunnicephalus
- کاکایی سرسیاه کوچک، Chroicocephalus ridibundus
- کاکایی صورتی، Chroicocephalus genei
- کاکایی بناپارت، Chroicocephalus philadelphia

سرده کاکایی ساندرز Saundersilarus
- کاکایی ساندرز، Saundersilarus saundersi

سرده کاکایی کوچک Hydrocoloeus
- کاکایی کوچک، Hydrocoloeus minutus

سرده کاکایی راس Rhodostethia
- کاکایی راس، Rhodostethia rosea

سرده کاکایی صخره‌نشین
- کاکایی پاسیاه، Rissa tridactyla
- کاکایی پاسرخ، Rissa brevirostris

سرده کاکایی عاجی Pagophila
- کاکایی عاجی، Pagophila eburnea

سرده کاکایی سابین Xema
- کاکایی سابین، Xema sabini

سرده کاکایی دم‌پرستویی Creagrus
- کاکایی دم‌پرستویی، Creagrus furcatus

## در ایران
این پرندگان در اهواز (پل سفید) ، بندر بوشهر، شهر تنکابن، نوشهر و بندرانزلی و دهانه رودخانه چشمه کیله قابل دیدن هستند.

## نگاره

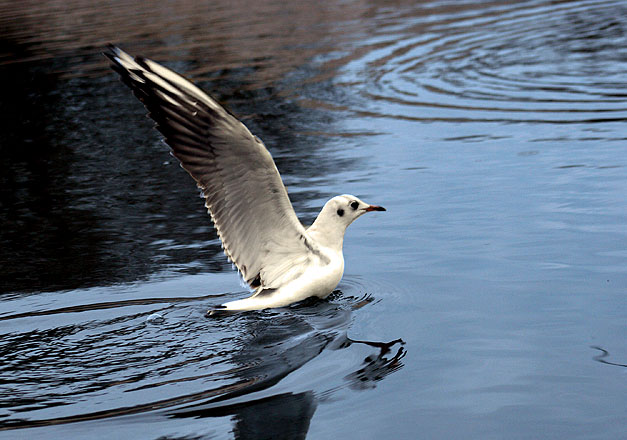
کاکایی کوچک
کاکایی کوچک
کاکایی پازرد
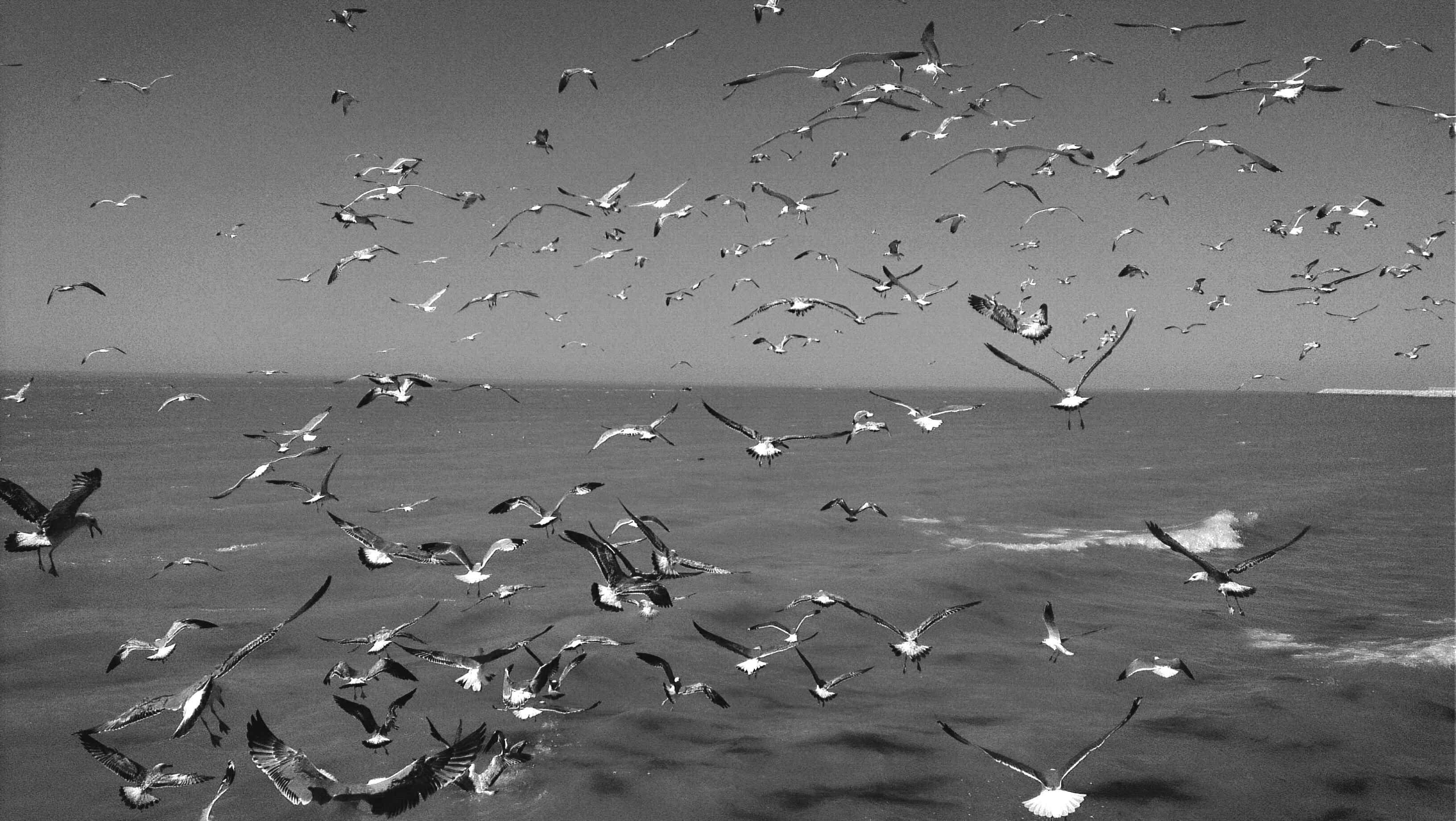
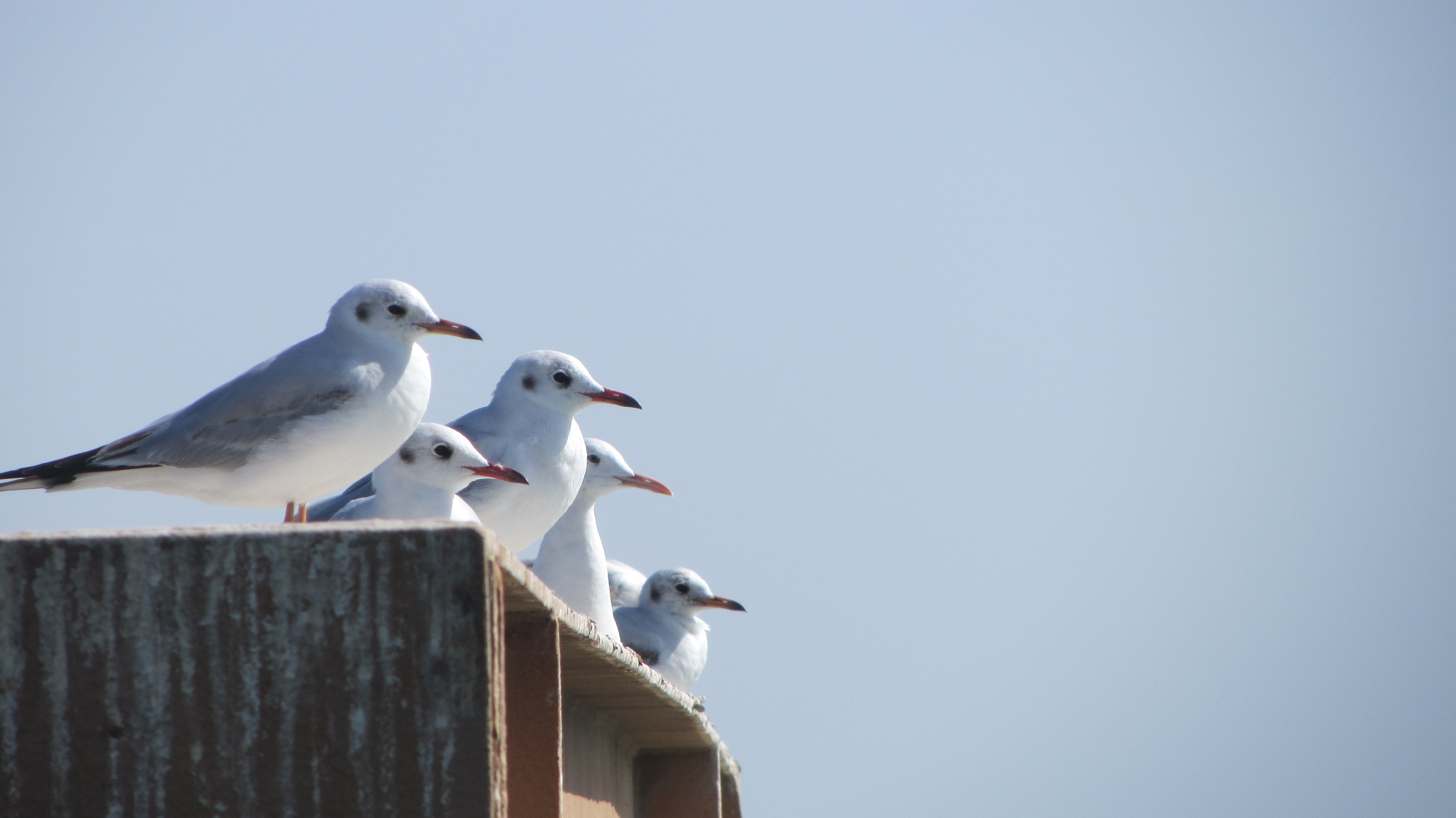
کاکایی سرسیاه کوچک جزیره کیش